# Dyschirus aratus
Dyschirus aratus är en skalbaggsart som beskrevs av Leconte 1851. Dyschirus aratus ingår i släktet Dyschirus och familjen jordlöpare. Inga underarter finns listade i Catalogue of Life.